# Крайние точки Казахстана
Ниже приведён список крайних точек Казахстана.

## Крайние точки
- Северная точка — на границе с Россией в Кызылжарском районе Северо-Казахстанской области (55°26′34″N).
- Южная точка — на границе с Узбекистаном в Мактааральском районе Туркестанской области (40°34′07″N).
- Западная точка — на границе с Россией в Сайхинском сельском округе Бокейординского района Западно-Казахстанской области (46°29′37″Е)
- Восточная точка — на границе с Россией в вблизи верховьев реки Бухтармы на перевале Укок в Катон-Карагайском районе Восточно-Казахстанской области (87°18′55″Е).

Расстояние между крайней западной и крайней восточной точками Казахстана составляет 2960 км, а между крайней северной и крайней южной точками Казахстана — 1650 км.

## Крайние высоты

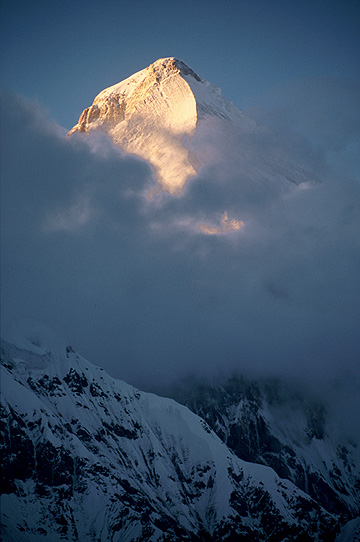
Хан-Тенгри

- Низшая точка — уровень Карагие (-132,0 м)
- Высочайшая точка — Хан-Тенгри (6995,2 м)

## Крайние населённые пункты

### Сёла
- Северный — село Исаковка, Северо-Казахстанская область (северная окраина села 55°24′41″N)
- Южный — село Женис, Туркестанская область (южная окраина села 40°35′47″N)
- Западный — село Сайхин, Западно-Казахстанская область (западная окраина села 46°45′01″E)
- Восточный — село Аршаты, Восточно-Казахстанская область (восточная окраина села 86°34′33″E)

### Города
- Северный — город Петропавловск, Северо-Казахстанская область (северная окраина города 54°58′31″N)
- Южный — город Жетысай, Туркестанская область (южная окраина города 40°44′50″N)
- Западный — город Уральск, Западно-Казахстанская область (западная окраина города 51°18′50″E)
- Восточный — город Зайсан, Восточно-Казахстанская область (восточная окраина города 84°54′41″E)

## Географический центр Казахстана
Географический центр Казахстана — 48°11′N 66°22′E (в 100 км к северо-западу от города Жезказгана, район хребта Улытау).